# Roberto Piva
Roberto Piva (São Paulo, 25 de septiembre de 1937 - São Paulo, 3 de julio de 2010) fue un poeta brasileño. Su poesía es conocida por una fuerte carga de homoerotismo.

## Biografía
Proveniente de una familia de terratenientes de Analândia, interior de São Paulo, Roberto Piva acabó rompiendo con sus orígenes (y su familia) cuando se fue a vivir a la capital, transformándose en una especie de "beatnik" exiliado. Incluso antes de debutar en la poesía, a principios de los años 1960, ya era conocido en la bohemia paulista por llevar una vida poco convencional. Como él dijo, "un poeta experimental necesita tener una vida experimental" (incluyendo ser fanático del uso de sustancias alucinógenas). A finales de los años 1960, cuando la homosexualidad todavía era un tema tabú, incluso en conversaciones privadas, la información de que mantenía relaciones con otros hombres y frecuentaba lugares de encuentro homosexual en São Paulo, como la Galería Metrópole, era prácticamente de conocimiento público.
Uno de sus amigos, el escritor y cineasta João Silvério Trevisan, recuerda un pasaje que ilustra la personalidad iconoclasta de Piva: en 1984, en la ceremonia del Trofeo Juca Pato, otorgado por la Unión Brasileña de Escritores al intelectual del año, Fernando Henrique Cardoso fue el honrado; Piva irrumpió en la ceremonia y gritó: "si él es el intelectual del año, entonces yo soy el intelectual del ano".
Aunque era un hombre gay, Piva era ideológicamente conservador y reacio a las cuestiones de identidad. Según la periodista Renata D'Elia, que escribió el libro Os Dentes da Memória sobre el poeta (a quien conoció), en colaboración con Camila Hungria,

Su poesía pertenece a otra tradición. Era muy cercano a Pasolini, quien veía con inquietud esta legitimación del movimiento minoritario a través del sistema. Piva no estaba interesado en el matrimonio homosexual porque estaba en contra del matrimonio, porque veía la homosexualidad como una fuerza rebelde y antisistema.

Piva, sin embargo, no siempre fue anticomunista o crítico con los movimientos identitarios. De hecho, al inicio del período de redemocratización de Brasil, a finales de los años 1970, se presentó públicamente como "comunista" e incluso como activista de la causa gay, en debates promovidos por la Universidad de São Paulo, además de escribir contribuciones para el periódico revolucionario Versus (durante 1978) y el periódico gay Lampião da Esquina. Menos de una década después, haría un esfuerzo por desvincularse de esta fase, eliminando incluso de las reediciones de sus obras poemas en los que se declaraba homosexual.
El poeta murió en 2010, de insuficiencia renal (o cáncer de próstata, según otras fuentes). En 2023, toda su obra poética fue reunida por primera vez en un solo libro, Morda Meu Coração na Esquina, publicado por Companhia das Letras. D'Elia considera que incluso el hecho de que ahora haya sido publicado por una gran editorial no elimina la condición de autor maldito de Piva. "Él sólo se quejaría de un homenaje si fuera de mal gusto", concluye.

## Obra
Publicado por primera vez en Antologia dos Novíssimos (São Paulo: Massao Ohno, 1961), Roberto Piva pronto se destacaría como una de las voces más originales de la poesía paulista con la publicación de Paranóia, en 1963. Partidario del surrealismo e influenciado por el Generación Beat, Piva escribe la ciudad de São Paulo con una mirada altamente erotizada, acompañada de experiencias con narcóticos y alucinógenos. Un ejemplo de ello es el conocido poema "Praça da República dos meu Sonhos":
A estátua de Álvares de Azevedo é devorada com paciência pela paisagem de morfina
a praça leva pontes aplicadas no centro de seu corpo e crianças brincando na tarde de esterco
Praça da República dos meus sonhos
onde tudo se faz febre e pombas crucificadas
onde beatificados vêm agitar as massas
onde Garcia Lorca espera seu dentista
onde conquistamos a imensa desolação dos dias mais doces (...)
La estatua de Álvares de Azevedo es devorada pacientemente por el paisaje morfino
la plaza tiene puentes colocados en el centro de su cuerpo y niños jugando en la tarde de estiércol
Plaza de la República de mis sueños
todo se vuelve fiebre y palomas crucificadas
donde los beatos vienen a sacudir a las masas
donde García Lorca espera a su dentista
donde conquistamos la inmensa desolación de los días más dulces (...)
En 1976, Piva fue incluida en la antología 26 Poetas Hoje, de Heloísa Buarque de Hollanda. En 2005, la Editora Globo inició la publicación de las obras completas del poeta, organizada por Alcir Pécora, quien también organizó, para la misma editorial, la publicación de las obras completas de Hilda Hilst.

## Influencias
A Roberto Piva se le suele catalogar como un "poeta maldito" y, de hecho, su poesía evoca a muchos poetas que tradicionalmente son considerados malditos, citándolos por su nombre la mayor parte del tiempo. Es el caso de Álvares de Azevedo, Antonin Artaud, Arthur Rimbaud, Marqués de Sade, Pier Paolo Pasolini, entre otros. En la dicción de Piva también está presente Jorge de Lima, quien le dedicó el poema Jorge de Lima, panfletário do Caos, del libro Paranóia. También está la influencia explícita de Murilo Mendes. De él, Piva dice en sus versos "maestro Murilo Mendes, tu poesía son los zapatos de calabaza que llevo en estos días de verano". El punto de conexión entre ambos es el tono surrealista que ambos asumen en sus poemas. Finalmente, el filósofo paulista Vicente Ferreira da Silva ejerció una influencia metafísica y religiosa en Piva.
Así, en el contexto de las escuelas literarias, la obra de Piva evoca experiencias del romanticismo, simbolismo, surrealismo y la Generación Beat. Figura junto a Claudio Willer y Sergio Lima como uno de los únicos poetas brasileños reseñados por la revista francesa La Bréche - Action Surrealisté, dirigida por André Breton, en su quinta edición, en febrero de 1965. Roberto Piva fue también un gran lector de literatura italiana, especialmente la obra de Dante Alighieri, a quien estudió en profundidad entre 1959 y 1961 en un curso con Edoardo Bizzarri, entonces Agregado Cultural de Italia, en el Instituto Cultural Italo-Brasileño.
Poetas más canónicos, como Fernando Pessoa, Federico García Lorca y Walt Whitman también influyeron en el poeta.
Si bien su poesía suele ser catalogada como poesía marginal, al ser incluida en la antología 26 Poetas Hoje, el poeta no vivió experiencias como las de la llamada geração mimeógrafo ("generación mimeográfica"), y puede considerarse como un predecesor de esta.
En sus libros más recientes hay una fuerte presencia del chamanismo.

## Libros del autor
Plaquete (publicación artesanal)
- Ode a Fernando Pessoa (Massao Ohno, 1961).

Libros de poesia
- Paranóia (Massao Ohno, 1963).
- Piazzas (Massao Ohno, 1964).
- Abra os olhos e diga ah! (Massao Ohno, 1975).
- Coxas (Feira de Poesia, 1979).
- 20 Poemas com Brócoli, (Massao Ohno, 1981).
- Quizumba (Global, 1983).
- Ciclones (Nankin, 1997).

Antologías
- Antologia Poética (L&PM, 1985).
- Um Estrangeiro na Legião: obras reunidas, volume 1 (Globo, 2005).
- Mala na Mão & Asas Pretas: obras reunidas, volume 2 (Globo, 2006).
- Estranhos Sinais de Saturno: obras reunidas, volume 3 (Globo, 2008).
- Roberto Piva: antologia postal  (Azougue, 2016).
- Morda Meu Coração na Esquina (Companhia das Letras, 2023)